# Großer Fermatscher Satz

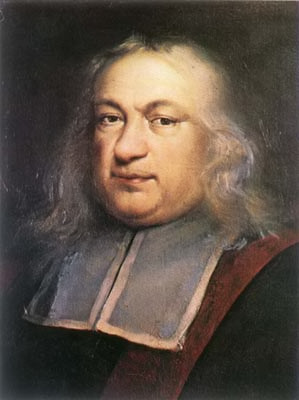
Pierre de Fermat

Der Große Fermatsche Satz besagt, dass die {\displaystyle n}-te Potenz einer positiven ganzen Zahl nicht in die Summe zweier ebensolcher Potenzen zerlegt werden kann, wenn {\displaystyle n} größer als 2 ist:
{\displaystyle a^{n}+b^{n}\neq c^{n}}
wobei {\displaystyle n,\ a,\ b,\ c} positive ganze Zahlen sind. Die Gleichung wird auch Fermat-Gleichung genannt.
Der Große Fermatsche Satz wurde im 17. Jahrhundert von Pierre de Fermat formuliert, aber erst 1994 von Andrew Wiles bewiesen. Als schlüssiger Höhepunkt für den Beweis gilt die Zusammenarbeit von Wiles mit Richard Taylor, die sich neben dem endgültigen Beweis durch Wiles in einer gleichzeitigen Veröffentlichung eines Teilbeweises von beiden, Wiles und Taylor, als gemeinsame Autoren niedergeschlagen hat.
Der Große Fermatsche Satz gilt in vielerlei Hinsicht als ungewöhnlich. Seine Aussage ist, trotz der Schwierigkeiten, die sich bei seinem Beweis ergaben, auch für Laien leicht verständlich. Es dauerte mehr als 350 Jahre und war eine Geschichte der gescheiterten Versuche, an denen sich seit Leonhard Euler zahlreiche führende Mathematiker wie etwa Ernst Eduard Kummer beteiligt haben. Zahlreiche teils romantische, teils dramatische, aber auch tragische Episoden dieser Geschichte haben ihn weit über den Kreis der Mathematiker hinaus populär gemacht.
Der schließlich erbrachte Beweis, an dessen Vorarbeiten neben Wiles und Taylor auch Gerhard Frey, Jean-Pierre Serre, Barry Mazur und Ken Ribet beteiligt waren, gilt als Höhepunkt der Mathematik des 20. Jahrhunderts.

## Bezeichnungen
Für diesen Satz existieren verschiedene Bezeichnungen. Die im Deutschen häufigste ist Großer Fermatscher Satz und daraus abgeleitet Großer Fermat im Gegensatz zum Kleinen Fermatschen Satz bzw. Kleinen Fermat. Da von Fermat selbst kein Beweis überliefert ist, handelte es sich streng genommen zunächst nur um eine Vermutung. Daher wird auch der Begriff Fermatsche Vermutung verwendet, doch auch schon vor dem Beweis wurde vom Fermatschen Satz gesprochen. Um Wiles, den Finder des Beweises, mit einzubeziehen, ist auch vom Satz von Fermat-Wiles die Rede. Im Englischen wird der Satz als Fermat’s Last Theorem bezeichnet, was im Deutschen manchmal (ungenau) als Fermats letzter Satz bzw. Fermats letztes Theorem übersetzt wird.

## Ursprung

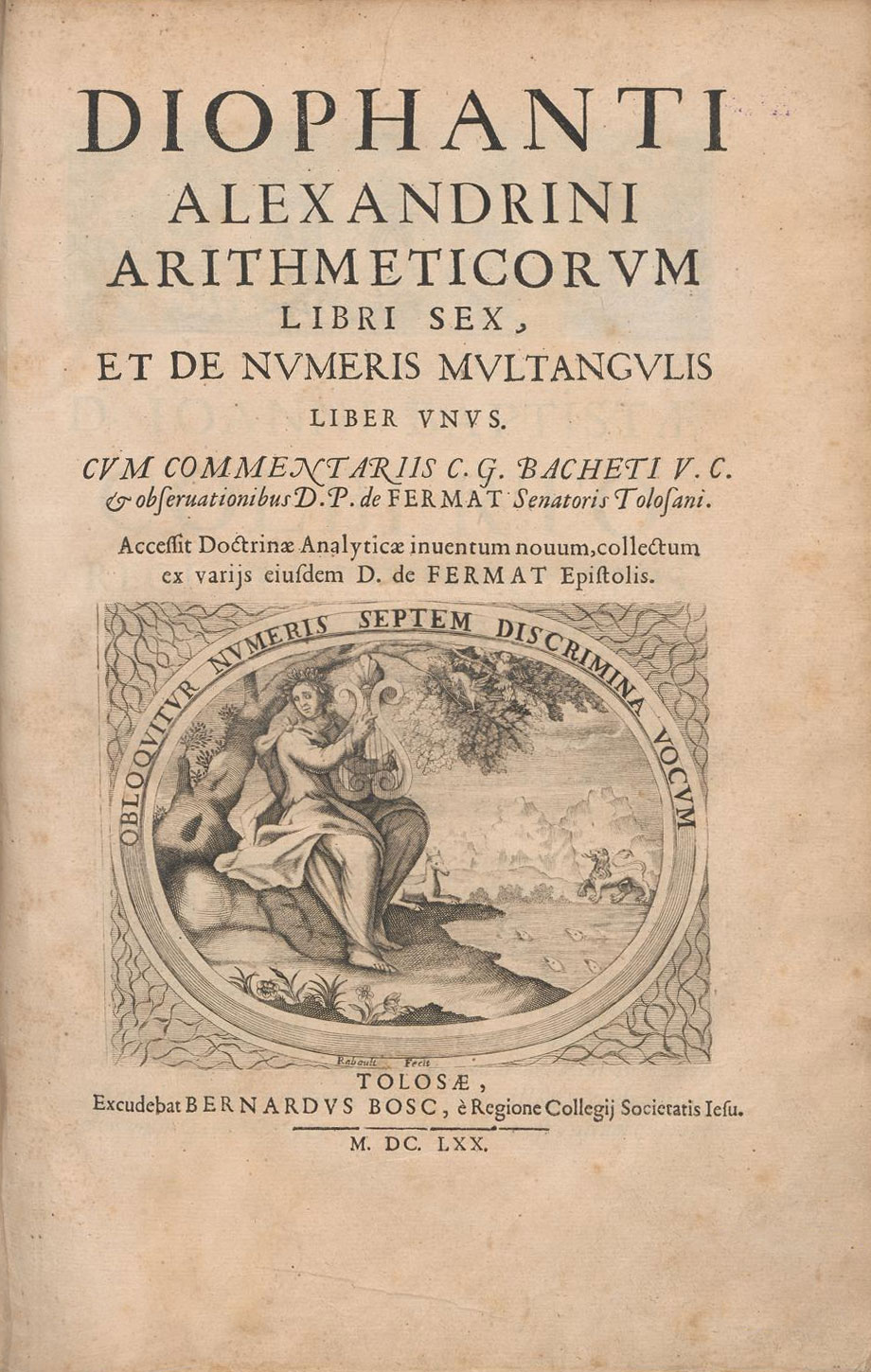
Buchdeckel der von Pierre de Fermats Sohn Clément-Samuel veröffentlichten Version der Arithmetica des Diophantos von 1670 mit den Bemerkungen seines Vaters

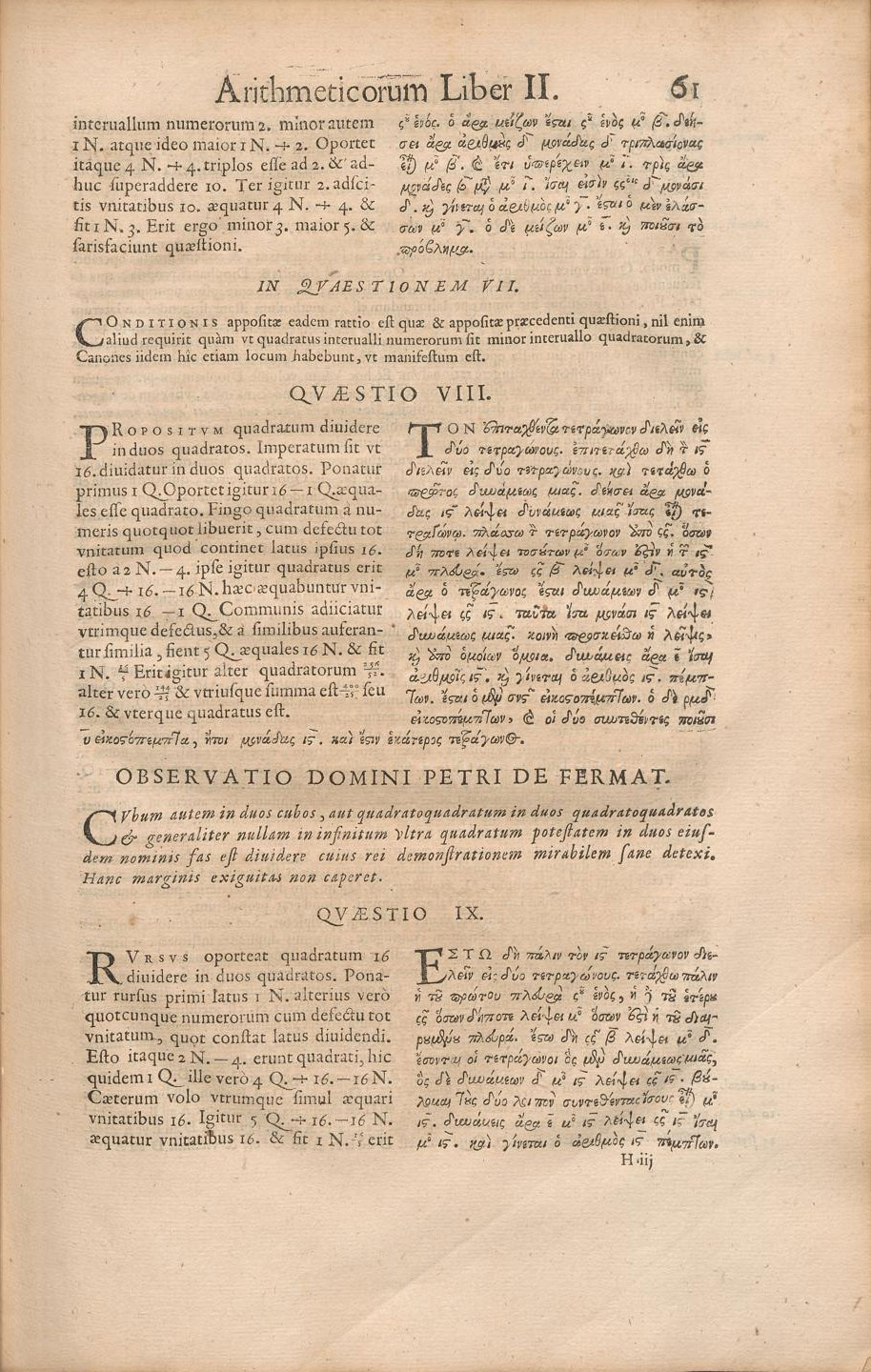
Diese Seite der Arithmetica von 1670 enthält Pierre de Fermats Randbemerkung

Vermutlich zwischen 1637 und 1643, ein genaues Jahr lässt sich aufgrund nachfolgend erläuterter Gegebenheiten nicht angeben, schrieb Fermat bei der Lektüre der Arithmetika des Diophantos von Alexandria neben die 8. Aufgabe des zweiten (griechischen) „Buches“ folgende Zeilen als Randbemerkung in sein Handexemplar dieses Werkes:

“Cubum autem in duos cubos, aut quadratoquadratum in duos quadratoquadratos, et generaliter nullam in infinitum ultra quadratum potestatem in duas ejusdem nominis fas est dividere: cujus rei demonstrationem mirabilem sane detexi. Hanc marginis exiguitas non caperet.”

„Es ist jedoch nicht möglich, einen Kubus in 2 Kuben, oder ein Biquadrat in 2 Biquadrate und allgemein eine Potenz, höher als die zweite, in 2 Potenzen mit ebendemselben Exponenten zu zerlegen: Ich habe hierfür einen wahrhaft wunderbaren Beweis entdeckt, doch ist dieser Rand hier zu schmal, um ihn zu fassen.“

Da Fermats Handexemplar der Arithmetika erst nach seinem Tod von seinem Sohn im Nachlass seines Vaters gefunden wurde und dieser seine Randnotizen nicht datiert hat, lässt sich ein genaues Datum nicht feststellen. Es ist aber plausibel anzunehmen, dass Fermat zumindest den Fall {\displaystyle n=4} und vielleicht auch den Fall {\displaystyle n=3} gelöst hatte, bevor er sich zu seiner ebenso berühmten wie „leichtsinnigen“ Bemerkung verlocken ließ. Daher ist als Entstehungsjahr eher 1641 als 1637 wahrscheinlich.
Dass Fermat einen Beweis für den Spezialfall {\displaystyle n=4} gefunden hatte, von dem er vielleicht glaubte, ihn verallgemeinern zu können, ist offenkundig, denn dieser Spezialfall ist eine leichte Folgerung aus einem von ihm explizit bewiesenen Satz: Area trianguli rectanguli in numeris non potest quadratus. (Der Flächeninhalt eines pythagoräischen Dreiecks kann keine Quadratzahl sein.), den er inklusive Beweis an den Rand neben der 26. Aufgabe des 6. (griechischen) „Buches“ der Arithmetika geschrieben hat. André Weil hat zudem überzeugend nachgewiesen, dass Fermat alle Mittel besaß, auch den Fall {\displaystyle n=3} mit seiner Methode zu beweisen.
Die im Jahr 1995 im Beweis von Wiles benutzten Theorien waren über 350 Jahre früher noch nicht einmal ansatzweise entwickelt. Das schließt nicht mit Sicherheit aus, dass eines Tages noch ein einfacherer Beweis gefunden wird, der mit elementareren Mitteln auskommt. Aber dass Fermat einen solchen gefunden haben könnte, wird heute von den meisten Zahlentheoretikern bezweifelt. Das sicherste Zeichen, dass Fermat bald merkte, dass er doch keinen Beweis gefunden hatte, ist, dass er gegenüber keinem seiner Korrespondenten den Satz und einen Beweis desselben erwähnt hat. Fermats Randbemerkung war zudem nur für ihn selbst bestimmt. Mit einer Veröffentlichung durch seinen Sohn Samuel konnte er nicht rechnen.

## Verbreitung
Nach dem Tod Fermats gerieten seine zahlentheoretischen Entdeckungen lange Zeit in Vergessenheit, da er seine Erkenntnisse nicht hatte drucken lassen und seine Zeitgenossen unter den Mathematikern sich für Zahlentheorie nicht sonderlich interessierten, Bernard Frénicle de Bessy ausgenommen. Fermats ältester Sohn Samuel veröffentlichte fünf Jahre nach dem Tod seines Vaters eine Neuauflage der Arithmetika, in der auch die achtundvierzig Bemerkungen seines Vaters eingefügt waren. Die zweite dieser Randnotizen wurde dann in weiterer Folge als Fermatsche Vermutung bekannt. Die Notizen enthielten zwar eine Reihe fundamentaler mathematischer Sätze, aber Beweise dazu oder auch nur einfache Erklärungen, wie Fermat zu diesen Resultaten gekommen war, fehlten meistens, wenn auch nicht in allen Fällen. So ist eine der wichtigsten Erkenntnisse Fermats, das berühmte Area trianguli rectanguli in numeris non potest esse quadratus, neben der 26. Aufgabe des 6. „Buches“ der Arithmetika mit einem vollständigen Beweis versehen. Hier verwendet Fermat seine Methode des unendlichen Abstiegs. Es war den nachfolgenden Mathematikern überlassen, vor allem und zuerst Leonhard Euler, die fehlenden Beweise nach und nach zu finden.

## Unsicherheit
In diesem Kontext entwickelte sich in den folgenden Jahrhunderten speziell der (inzwischen sogenannte) Große Fermatsche Satz zu einer Herausforderung für viele Mathematiker – es gab de facto niemanden, der ihn beweisen oder widerlegen konnte. Weil aber Fermat selbst die Existenz eines „wunderbaren Beweises“ behauptet hatte, versuchten Generationen von Mathematikern, darunter auch die bedeutendsten ihrer Zeit, diesen zu finden. Auch die anderen Bemerkungen Fermats sollten sich als Quelle schwieriger, jahrelanger Arbeit für seine Mathematikerkollegen erweisen. Insgesamt führten diese Bemühungen aber – quasi nebenbei – zu einer Vielzahl bedeutender Entdeckungen.

## Ausnahmen= 1,n= 2
Für {\displaystyle n=1} und {\displaystyle n=2} hat {\displaystyle a^{n}+b^{n}=c^{n}} unendlich viele Lösungen mit {\displaystyle a,b,c\in \mathbb {N} }. Für {\displaystyle n=1} ist die Gleichung einfach {\displaystyle a+b=c}, und es lassen sich beliebige {\displaystyle a,b} für Lösungen wählen. Für {\displaystyle n=2} sind die Lösungen die pythagoreischen Zahlentripel.

## Beweise für Spezialfälle des Satzes
Es reicht, die Vermutung für Primzahlexponenten und Exponent 4 zu beweisen. Es ist üblich, beim Fermatproblem für einen Primzahlexponenten {\displaystyle p} zwei Fälle zu unterscheiden. Im ersten Fall wird nach Lösungen gesucht, bei denen {\displaystyle a,b,c} nicht durch {\displaystyle p} teilbar sind. Im zweiten Fall teilt {\displaystyle p} das Produkt {\displaystyle a\cdot b\cdot c}.
Spezielle Fälle des Großen Fermatschen Satzes konnten schon früh bewiesen werden:

### n= 3,n= 4 und Vielfache dieser Zahlen
Bernard Frénicle de Bessy publizierte schon 1676 einen ersten Beweis für den Fall {\displaystyle n=4}. Seine Lösung stammte von Fermat selbst, von dem in diesem Fall eine Beweisskizze in einer Randbemerkung in seiner Diophant-Ausgabe zu einem eng verwandten Problem bekannt ist (siehe Unendlicher Abstieg).
Leonhard Euler veröffentlichte 1738 einen Beweis für den Fall {\displaystyle n=4}. Später konnte er mit Hilfe der komplexen Zahlen die Behauptung auch für den Fall {\displaystyle n=3} bestätigen, den er 1770 publizierte (dass er den Beweis hatte, teilte er schon 1753 brieflich mit). Euler gelang es aber nicht, seine Beweismethode auf weitere Fälle auszudehnen.
Für den Fall {\displaystyle n=4} sind mittlerweile mindestens 20 verschiedene Beweise gefunden worden. Für {\displaystyle n=3} existieren mindestens 14 verschiedene Beweise.

### 4 und ungerade Primzahlen reichen aus
Bald darauf wurde klar, dass es ausreicht, den Fermatschen Satz für alle Primzahlen größer als 2 und für die Zahl 4 zu beweisen. Denn jede natürliche Zahl {\displaystyle n>2}, die keine Primzahl ist, ist durch 4 oder eine ungerade Primzahl teilbar. Ist nun {\displaystyle e} entweder 4 oder eine ungerade Primzahl, {\displaystyle d} eine natürliche Zahl und {\displaystyle n=de} sowie {\displaystyle a^{n}+b^{n}=c^{n}} eine Lösung für den Exponenten {\displaystyle n}, so gibt es auch eine Lösung für den Exponenten {\displaystyle e}, nämlich {\displaystyle \left(a^{d}\right)^{e}+\left(b^{d}\right)^{e}=\left(c^{d}\right)^{e}}. Eine solche Lösung darf es aber nicht geben, wenn der Fermatsche Satz für den Exponenten {\displaystyle e} gilt. Somit gilt der Fermatsche Satz auch für den Exponenten {\displaystyle n}.
Mit den Beweisen für die Fälle {\displaystyle n=3} und {\displaystyle n=4} war die Fermatsche Vermutung auch für alle {\displaystyle n}, die ein Vielfaches von 3 oder 4 sind, bewiesen.
Das Problem ist, dass auch die Primzahlen eine unendlich große Zahlenmenge und demzufolge − per se − eine unendliche Menge zu beweisender Fälle darstellen: Mit diesen Methoden konnte und kann zwar eine (weitere) Plausibilisierung erreicht werden, jedoch niemals ein abschließender und mathematisch exakter Beweis.

### n= 5, erster Fall und Sophie-Germain-Primzahlen
Im Jahre 1825 konnten Gustav Lejeune Dirichlet und Adrien-Marie Legendre den Satz für {\displaystyle n=5} beweisen. Sie stützten sich dabei auf die Vorarbeit von Sophie Germain. Germain konnte beweisen, dass der erste Fall der Fermatschen Vermutung für alle Sophie-Germain-Primzahlen zutrifft (bei denen also mit {\displaystyle p} auch {\displaystyle 2p+1} eine Primzahl ist). Legendre konnte das auf die Fälle ausdehnen, in denen mit dem Exponenten {\displaystyle n=p} auch {\displaystyle k\cdot p+1} prim ist, mit {\displaystyle k=4,8,10,14,16}. Das lieferte dann die Gültigkeit des ersten Falls der Fermatvermutung für Primzahlen {\displaystyle p<100}. Bis zu den Arbeiten von Wiles und Taylor war jedoch weder für den ersten Fall {\displaystyle n\nmid abc} noch für den zweiten Fall {\displaystyle n\mid abc} ein allgemeiner Beweis bekannt. Allerdings konnten Roger Heath-Brown, Leonard Adleman und Étienne Fouvry 1985 zeigen, dass der erste Fall von Fermats Vermutung für unendlich viele Primzahlen {\displaystyle p} zutrifft, und es wurden im ersten Fall Kriterien abgeleitet, die es zum Beispiel Andrew Granville 1988 ermöglichten, nachzuweisen, dass der erste Teil der Vermutung für {\displaystyle p<6{,}93\cdot 10^{17}} zutrifft.

### n= 14 undn= 7
Dirichlet konnte 1832 für den Fall {\displaystyle n=14} den Beweis erbringen. Im Jahre 1839 zeigte Gabriel Lamé, dass auch der Fall {\displaystyle n=7} Gültigkeit besitzt. Ebenso wie Augustin-Louis Cauchy war Lamé noch im März 1847 überzeugt, den vollständigen Beweis für die Fermatsche Vermutung innerhalb von Wochen der französischen Akademie der Wissenschaften vorlegen zu können (die Hoffnung wurde wenig später durch einen Brief von Kummer zerstört).
Später wurden auch einfachere Varianten des Beweises für {\displaystyle n=7} gefunden.

### Weitere Einzelfälle
Im Jahr 1885 legte G. B. Matthews einen Beweis für die Fälle {\displaystyle n=11} und {\displaystyle n=17} vor. J. Fell publizierte 1943 einen Artikel, in dem er eine Methode für {\displaystyle n=11} darlegte, die auch für {\displaystyle n=17} und {\displaystyle n=23} anwendbar sein sollte.
1977 bewies Guy Terjanian den ersten Fall der Fermatvermutung für Exponenten der Form {\displaystyle 2p} (mit einer ungeraden Primzahl {\displaystyle p}), womit der Fall gerader Exponenten erledigt war.

### Alle regulären Primzahlen
Die von Cauchy und Lamé 1847 geäußerte Hoffnung auf einen schnellen (und allgemeinen) Beweis wurde aber von Ernst Eduard Kummer zunichtegemacht, der einen Denkfehler in den Überlegungen Lamés und Cauchys entdeckte: Sie waren stillschweigend davon ausgegangen, dass im ganzen Abschluss der ganzen Zahlen in den von ihnen betrachteten Erweiterungen des Körpers der rationalen Zahlen (Kreisteilungskörpern der Ordnung {\displaystyle p}) für die jeweilige Fermatgleichung zum Exponent {\displaystyle p} (er entsteht durch Adjunktion der {\displaystyle p}-ten Einheitswurzeln) noch die eindeutige Primfaktorzerlegung gilt.
Kummer entwickelte eine Theorie, in der sich die eindeutige Primfaktorzerlegung retten ließ, indem man bestimmte Mengen von Zahlen des Zahlkörpers (Ideale) zusammenfasst und die Arithmetik dieser neuen „idealen Zahlen“ untersucht. Er konnte damit den großen Fermatschen Satz 1846 für reguläre Primzahlen beweisen; dabei heißt eine Primzahl {\displaystyle p} regulär, wenn für keine der Bernoulli-Zahlen {\displaystyle B_{0},B_{2},\dotsc ,B_{p-3}} deren Zähler durch {\displaystyle p} teilbar ist. In diesem Fall ist die Klassenzahl – also die Anzahl der nicht äquivalenten Idealklassen – des Kreisteilungskörpers der Ordnung {\displaystyle p} nicht durch {\displaystyle p} teilbar. Es ist nicht bekannt, ob es unendlich viele reguläre Primzahlen gibt.
Mit Hilfe des Computers und mit Weiterentwicklung der Methoden von Kummer gelang es Harry Vandiver schon Anfang der 1950er Jahre, den Satz für alle Primzahlen kleiner als 2000 zu beweisen. Die Grenze konnte mit Hilfe des Computers noch erheblich nach oben verschoben werden, einem Beweis der Fermatschen Vermutung kam man aber auf diesem Weg nicht näher, sie wurde nur plausibler.

### Höchstens endlich viele teilerfremde Lösungen fürn≥ 4 bei festemn
Aus der Vermutung von Mordell – bewiesen 1983 durch Gerd Faltings – folgt als Spezialfall, dass, falls eine der Fermatschen Gleichungen für {\displaystyle n\geq 4} eine Lösung besitzt, diese nur höchstens endlich viele teilerfremde Lösungen besitzen kann.

## Wolfskehl-Preis
Die Suche nach einem allgemeinen Beweis wurde zu Beginn des 20. Jahrhunderts durch das Testament des Darmstädter Arztes und Mathematikers Paul Friedrich Wolfskehl auch materiell motiviert. Einer Legende zufolge war sein Schicksal auf seltsame Weise mit dem Fermatschen Satz verbunden: Als seine Liebe zu einer Frau von dieser nicht erwidert wurde, fasste er den Entschluss, sich genau um Mitternacht selbst zu töten. Um die Zeit bis dahin zu überbrücken, las er noch einmal eine der einschlägigen Arbeiten Ernst Eduard Kummers zur Fermatschen Vermutung und glaubte, darin einen Fehler gefunden zu haben. Er begann, das genau nachzuprüfen, und vergaß darüber die Zeit. Als Wolfskehl sich endlich davon überzeugt hatte, dass Kummer doch keinen Fehler gemacht hatte, war Mitternacht bereits vorbei, und er beschloss, seine Suizid-Absichten aufzugeben. Aus Dankbarkeit dafür, dass Fermat ihm quasi das Leben gerettet hatte, soll er daraufhin sein Testament geändert haben.
Nachdem Wolfskehl schließlich 1906 an multipler Sklerose verstorben war, wurde bekannt, dass er in seinem letzten Willen für denjenigen einen Preis von 100.000 Goldmark ausgesetzt hatte, der als Erster einen vollständigen Beweis in einer Fachzeitschrift veröffentlichen würde. Daraufhin wurde 1908 von der Königlichen Gesellschaft der Wissenschaften zu Göttingen der Wolfskehl-Preis ausgeschrieben. Einsendeschluss sollte der 13. September 2007 sein. 1997 wurde der Preis, der noch 75.000 DM wert war (ein Verlust von ca. 80 % des Wertes war im Zuge des Ersten Weltkriegs eingetreten, da die Stiftung gezwungen worden war, Kriegsanleihen zu zeichnen), schließlich an Andrew Wiles ausbezahlt.

## Der Beweis
Im Jahr 1993 zeigte Andrew Wiles in Vorträgen am Isaac Newton Institute in Cambridge einen Beweis der Taniyama-Shimura-Vermutung an, wodurch auch der große Fermatsche Satz bewiesen wäre. Sein vorgestellter Beweis war jedoch in einem wesentlichen Punkt lückenhaft, wie sich erst im nachfolgenden Review herausstellte. Zusammen mit seinem Schüler Richard Taylor konnte Wiles die Lücke 1994 schließen und so auch den großen Fermatschen Satz beweisen.
Der Kern der ohne Anhang und Literaturverzeichnis 98-seitigen Arbeit besteht aus einem zweiteiligen Beweis durch Widerspruch:
- Sind {\displaystyle a,b,c,n} mit {\displaystyle a^{n}+b^{n}=c^{n}} ein Gegenbeispiel zum fermatschen Satz, so ist die elliptische Kurve

{\displaystyle y^{2}=x\cdot (x-a^{n})\cdot (x+b^{n})}
nicht modular. Dies war 1986 von Gerhard Frey vermutet und über einen Beitrag von Jean-Pierre Serre 1990 durch Ken Ribet bewiesen worden.
- Gemäß der Taniyama-Shimura-Vermutung (nach Yutaka Taniyama und Gorō Shimura, manchmal auch nach André Weil benannt) sind jedoch alle elliptischen Kurven modular. Diese Vermutung bewiesen Wiles und Taylor im Jahr 1994 für eine große Klasse elliptischer Kurven, unter anderem für die Frey-Kurve.

Dies ist ein Widerspruch zum ersten Teil des Beweises; die angenommene Existenz eines Gegenbeispiels zum großen Fermatschen Satz muss falsch sein.

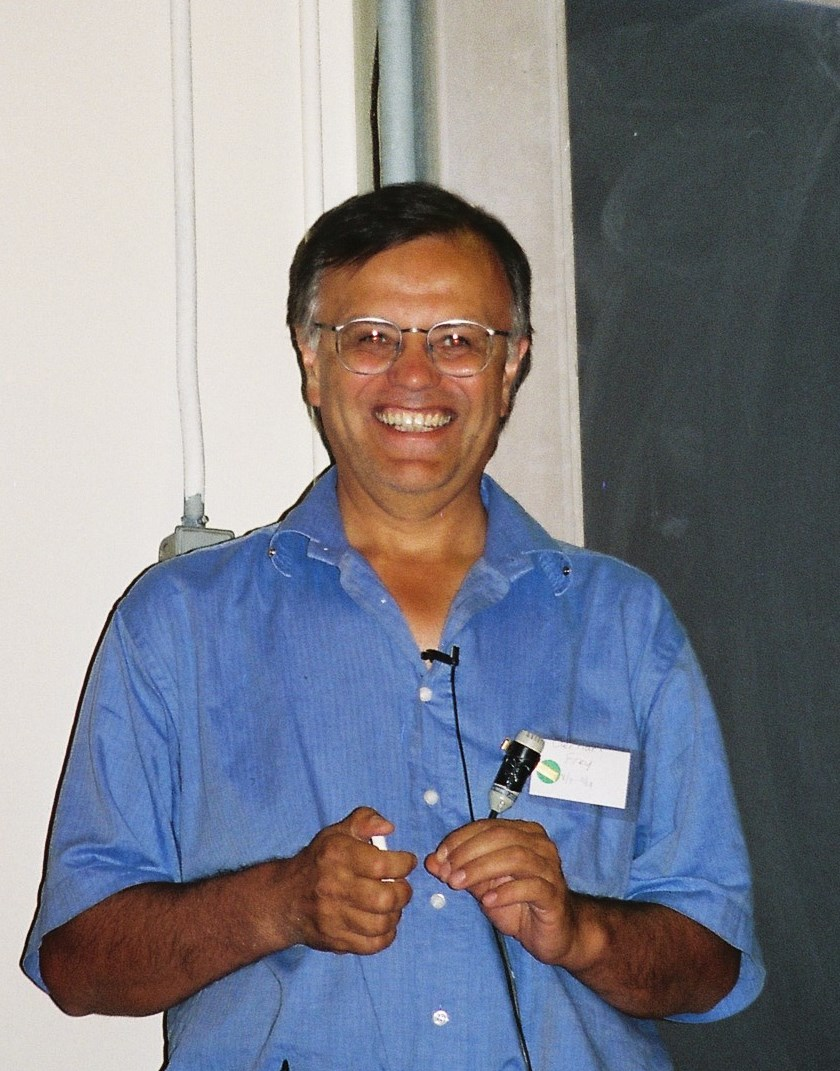
Gerhard Frey, Boston 1995
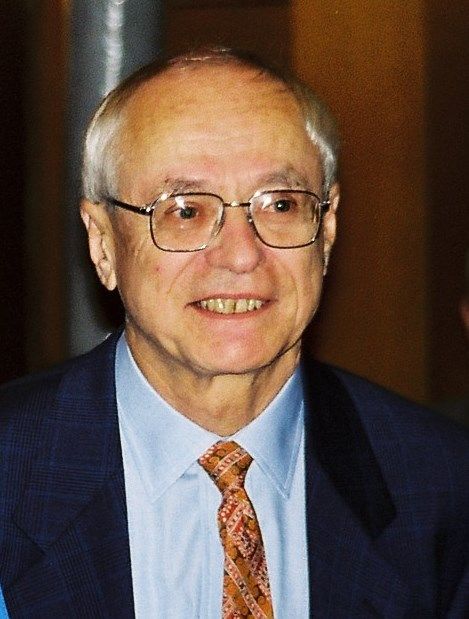
Jean-Pierre Serre, Erlangen 1997
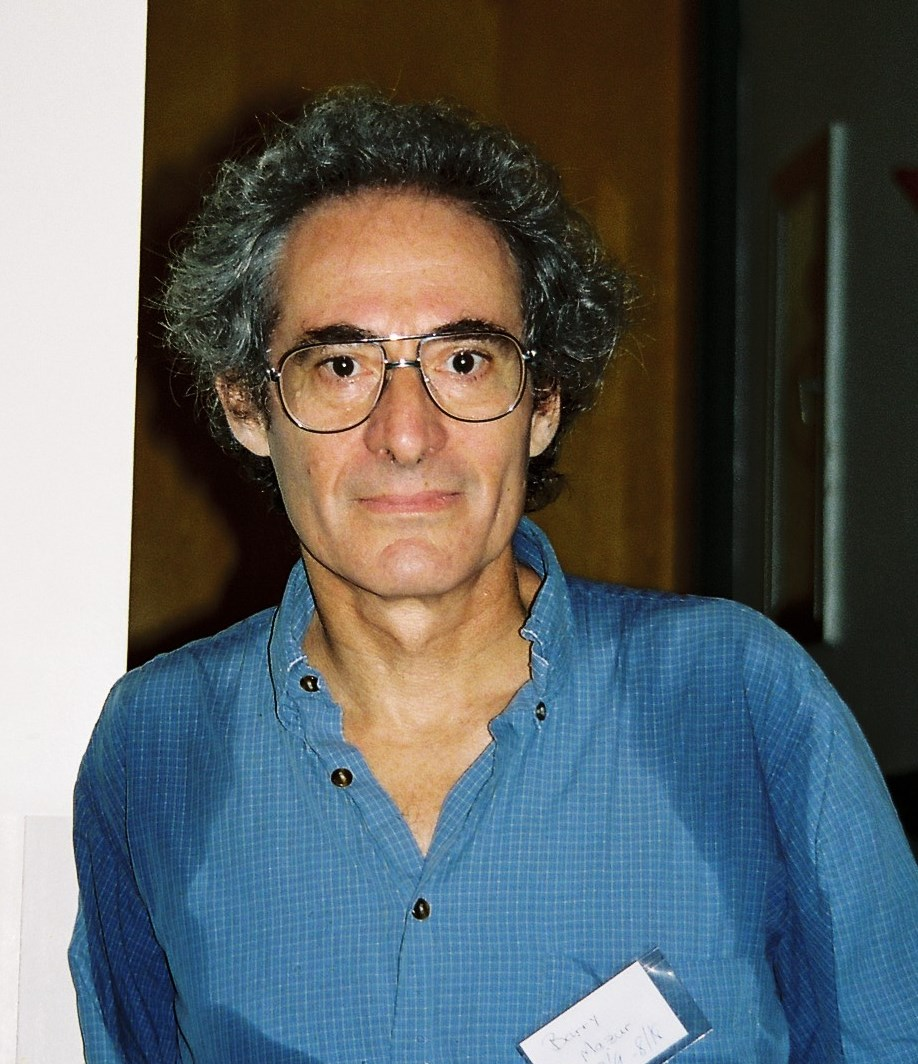
Barry Mazur, Boston 1995
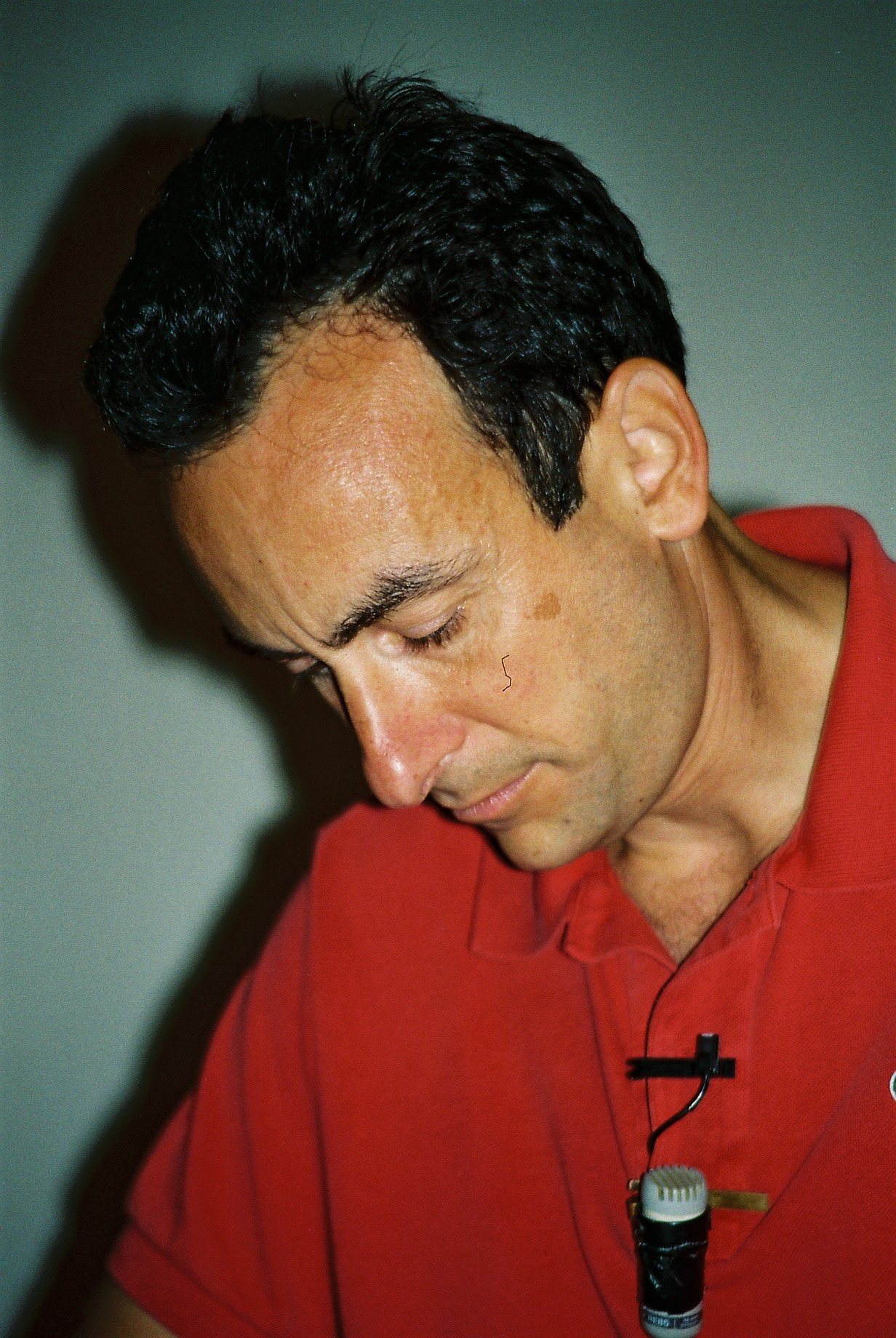
Ken Ribet, Boston 1995
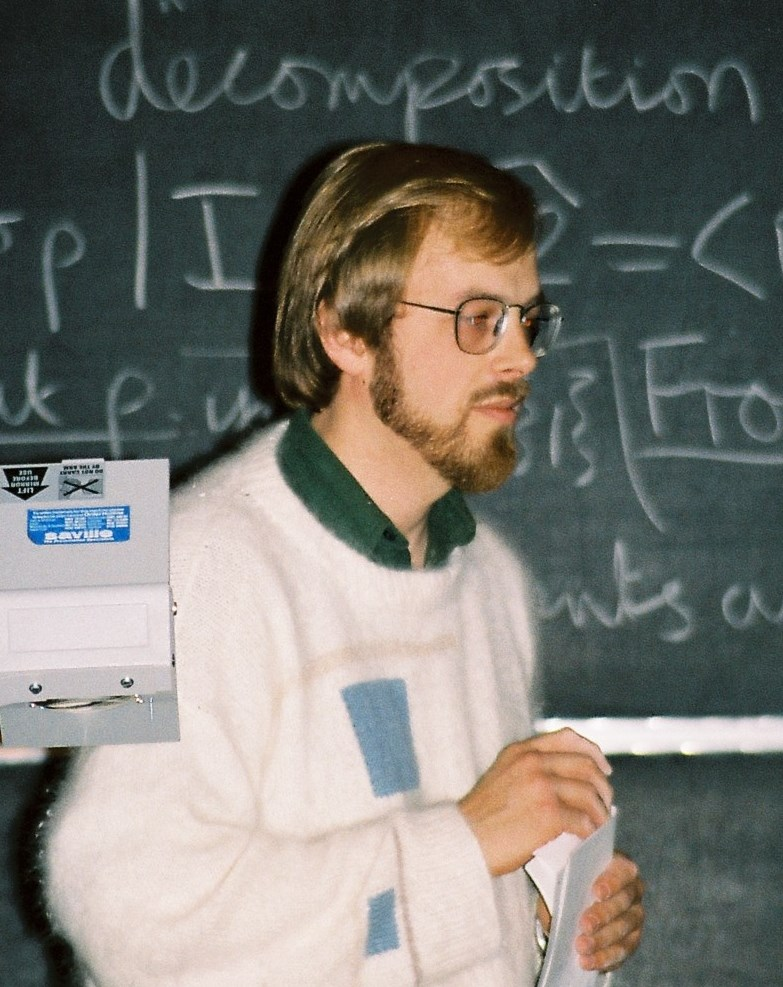
Richard Taylor, Edinburgh 1996
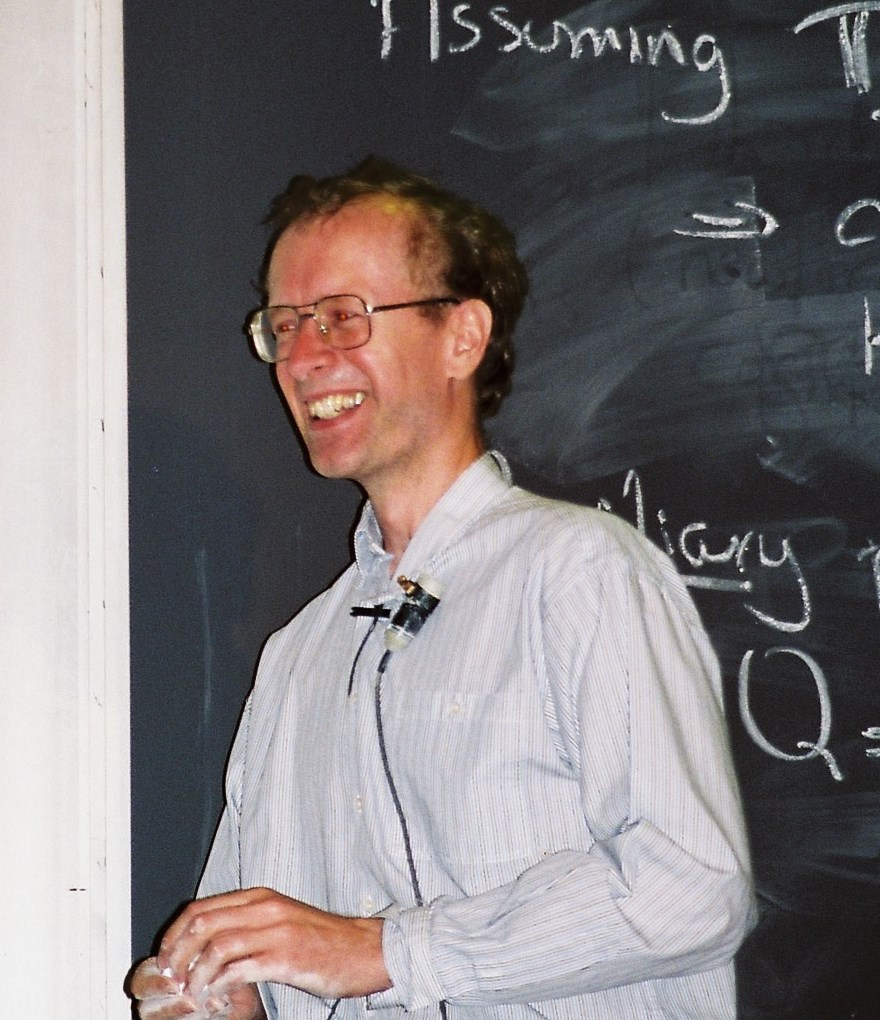
Andrew Wiles, Boston 1995

## Vermutungen, welche die Fermatvermutung umfassen
Es gibt einige offene Vermutungen, welche die Fermatvermutung als Spezialfall umfassen; am wichtigsten ist die abc-Vermutung. Weitere sind die Fermat-Catalan-Vermutung und die Vermutung von Andrew Beal. Eine Verallgemeinerung ist auch die Eulersche Vermutung, die mittlerweile widerlegt ist.

## Trivia
- In der Folge Startverbot (S3F1) der Serie Star Trek: Lower Decks kündigt der Fernsehsender FFN ein Interview an „...mit dem Jungen, der den großen Fermatschen Satz bewiesen hat.“
- In der Folge Hotel Royal der Fernsehserie Raumschiff Enterprise: Das nächste Jahrhundert von 1989 wird behauptet, der Fermatsche Satz sei auch mit Computerhilfe bis ins 24. Jahrhundert nicht bewiesen worden. Kurze Zeit nach Einstellung der Serie im Jahr 1994 wurde dann der Beweis erbracht. Allerdings spielt Star Trek generell in einer anderen Zeitlinie. Im Jahr 1995 erfolgte eine „Korrektur“ durch die Star-Trek-Autoren: In der Folge Facetten (Staffel 3, Folge 25) der Fernsehserie Star Trek: Deep Space Nine wird vom Symbionten Dax ein alternativer („originellerer“) Beweis des Fermatschen Satzes gesucht und an dieser Stelle explizit auf den Lösungsweg von Andrew Wiles verwiesen.
- In der Folge Im Schatten des Genies der Simpsons schreibt Homer Simpson ein vermeintliches Gegenbeispiel für den Großen Fermatschen Satz an eine Tafel: den Ausdruck {\displaystyle 3987^{12}+4365^{12}=4472^{12}}, bei dem die Differenz zwischen beiden Seiten in einfachen Taschenrechnern als Null erscheint. Es handelt sich jedoch natürlich nicht um eine tatsächliche Lösung, sondern nur um eine Folge der Beschränktheit eines solchen Taschenrechners: Da alle drei Zahlen die Größenordnung {\displaystyle 10^{43}} haben, die Differenz zwischen beiden Seiten aber nur die vergleichsweise kleine Größenordnung {\displaystyle 10^{33}}, kann der Taschenrechner dies nicht mehr auflösen.[11] Die Episode Die Panik-Amok-Horror-Show enthält mit der Gleichung {\displaystyle 1782^{12}+1841^{12}=1922^{12}} ebenso eine vermeintliche Lösung, bei der die Differenz zwischen den beiden Seiten zehn Größenordnungen kleiner ist als die Zahlen.[12] Hinter diesen mathematischen Einlagen in der Serie steht der Autor David X. Cohen, eines von mehreren Mitgliedern des Autorenstabs mit mathematisch-naturwissenschaftlichem Hintergrund.
- Der Autor Stieg Larsson lässt seine Protagonistin Lisbeth Salander im zweiten Band der Millennium-Trilogie die Lösung von Fermats Theorem erkennen, sie kann sich aber nach einer Kopfverletzung später nicht mehr genau erinnern.
- Im Film Teuflisch steht als Mathematik-Hausaufgabe an der Tafel, den Großen Fermatschen Satz zu beweisen.
- In Arno Schmidts Kurzroman Schwarze Spiegel[13] löst der Ich-Erzähler – lange vor Andrew Wiles – das Fermat-Problem: „Die schwarze Kuppel der Nacht: aus dem kreisrunden Oberlicht im Zenit kam es giftigklar und so hohnhell, dass der Schnee Augen und Sohlen brannte. Ich setzte mich auf die oberste meiner beiden Holzstufen, und schrieb auf einen großen Bogen: Das Problem des Fermat: In {\displaystyle A^{N}+B^{N}=C^{N}} soll, die Ganzzahligkeit aller Größen vorausgesetzt, {\displaystyle N} nie größer als 2 sein können. Ich bewies es mir rasch so: (1) {\displaystyle A^{N}=C^{N}-B^{N}} […] Flink zogen sich die Symbole aus dem Bleistift, und ich murkste munter so weiter: das muss man sich mal vorstellen: ich löse das Problem des Fermat! (Aber die Zeit verging vorbildlich dabei).“ Leider ist der Beweis fehlerhaft.

### Originalarbeiten
- Andrew Wiles: Modular elliptic curves and Fermat’s Last Theorem. (Memento vom 28. September 2009 im Internet Archive). (PDF; 10,7 MB). In: Annals of Mathematics. 142 (1995), S. 443–551.
- Richard Taylor, Andrew Wiles: Ring-theoretic properties of certain Hecke algebras. In: Annals of Mathematics. 142 (1995), S. 553–572.
- Kenneth A. Ribet: On modular representations of {\displaystyle \mathrm {Gal} ({\bar {\mathbb {Q} }}/\mathbb {Q} )} arising from modular forms. (PDF; 5,0 MB). In: Inventiones Mathematicae. 100 (1990), S. 431–476.
- G. Frey: Links between stable elliptic curves and certain diophantine equations. In: Annales Universitatis Saraviensis. Series Mathematicae. 1 (1986), S. 1–40.

### Übersichtsartikel und Historisches
- Solving Fermat. PBS-Fernsehinterview (Public Broadcasting Service, Nov. 2000) mit Andrew Wiles (engl.).
- Paulo Ribenboim: 13 lectures on Fermat’s last theorem. Springer, New York 1979 (die wichtigsten Arbeiten vor Wiles).
- Paulo Ribenboim: Fermat’s last theorem for Amateurs. Springer 2000, ISBN 0-387-98508-5.
- Simon Singh: Fermats letzter Satz. Die abenteuerliche Geschichte eines mathematischen Rätsels. Deutscher Taschenbuch-Verlag, München 2000, ISBN 3-423-33052-X.
- Königliche Gesellschaft der Wissenschaften: Bekanntmachung betr. die Wolfskehlsche Preisstiftung. In: Nachrichten von der Königlichen Gesellschaft der Wissenschaften zu Göttingen. Geschäftliche Mitteilungen. 16:1 (1908), S. 103–104.
- Simon Singh und Kenneth Ribet: Die Lösung des Fermatschen Rätsels. In: Spektrum der Wissenschaft. 1/98, ISSN 0170-2971, S. 96 ff.
- Charles J. Mozzochi: The Fermat Diary. In: American Mathematical Society. 2000 (Geschichte der Lösung ab Frey).
- Kenneth A. Ribet: Galois Representations and Modular Forms. In: Bulletin of the AMS. 32 (4/1995), S. 375–402.
- Gerd Faltings: The Proof of Fermat’s last theorem by R. Taylor and A. Wiles. (PDF; 150 kB). In: Notices of the AMS. 42 (7/1995), S. 743–746. Eine für „Einsteiger“ leicht verständliche Übersicht über die Beweisidee und die wichtigsten Schritte.
- Peter Roquette: Zum Fermat-Problem. (PDF; 207 kB). Vortrag am Mathematischen Institut der Universität Heidelberg, 24. Januar 1998. Historische Entwicklung bis zur Lösung.
- Joseph Silverman, Gary Connell, Glenn Stevens (Hrsg.): Modular Forms and Fermat’s Last Theorem. Springer-Verlag, 1997. Mathematisches Hintergrundmaterial zu und Darstellung von Wiles Beweis.
- Yves Hellegouarch: Invitation to the Mathematics of Fermat-Wiles. Academic Press, 2002.
- Jürg Kramer: Über die Fermat-Vermutung. Teil 1, Elemente der Mathematik. Band 50, 1995, S. 12–25 (PDF); Teil 2, Band 53, 1998, S. 45–60 (PDF).
- Klaus Barner: Der verlorene Brief des Gerhard Frey. Mitt. Dtsch. Math.-Ver. 2002, Nr. 2, S. 38–44.
- Takeshi Saito: Fermat’s last theorem (2 Bände), Band 1 (Basic Tools), Band 2 (The Proof), American Mathematical Society 2013, 2014.